# Josef Taus
Josef Taus (Wenen, 8 februari 1933 – 14 december 2024) was een Oostenrijks politicus (ÖVP). 
Taus is afkomstig uit een eenvoudige familie. Hij studeerde naast zijn werkzaamheden als journalist voor de Wiener Zeitung rechten aan de Universiteit van Wenen. Daarnaast was hij werkzaam binnen de ÖAAB, de vakorganisatie van de Österreichische Volkspartei (ÖVP) en was hij speechschrijver voor de ministers  Eduard Heilingsetzer en Josef Klaus. Na zijn studie werkte hij voor het Instituut voor Sociale Politiek en Sociale Hervorming waarvan hij later jarenlang de directeur zou zijn. 
Van 1966 tot 1967 was hij staatssecretaris voor Verkeer en Genationaliseerde Industrie in het kabinet-Klaus II en was daarna tot 1975 voorzitter van de raad van toezicht op de staatsondernemingen (ÖIAG). Taus was van 1968 tot 1975 tevens directievoorzitter van de Oostenrijkse spaarbanken centrale. In 1975 volgde hij de verongelukte Karl Schleinzer op als bondsvoorzitter van de ÖVP, hetgeen hij tot 1979 bleef. Van 1975 tot 1991 maakte hij deel uit van de Nationale Raad (lagerhuis) en gold hij als expert op het gebied van economische aangelegenheden. In 1979 was hij, zonder succes, kandidaat voor het bondskanselierschap. 
Aan zijn politieke loopbaan kwam in 1991 een einde. Nadien was hij nog werkzaam binnen het bedrijfsleven.
Taus overleed op 14 december 2024 op 91-jarige leeftijd.

## Onderscheidingen
- Grote Gouden Ereteken voor Verdienste voor de Republiek Oostenrijk
- 2003: Grote Gouden Ereteken van het Land Stiermarken
- 2013: Julius-Raab-Medaille